# Utu
Utu foi um deus (dingir) do Sol na mitologia suméria. Era filho de Nana e da deusa Ningal e irmão de Iscur, Inana e Eresquigal.

## Biografia
Utu é o deus do Sol, da justiça, da aplicação da lei, e da dispensação do destino dos mortos. Ele é comumente descrito usando um capacete com chifres e carregando uma arma com uma serra na ponta. Pensava-se que todo dia, Utu emergia de uma montanha no leste, simbolizando a aurora, e viajava ou de carruagem ou de bote através da Terra, retornando a um buraco em uma montanha ao oeste, simbolizando o por do sol. Toda noite, Utu descia ao submundo para decidir o destino dos mortos. É também representado carregando uma clava, ereto com um dos pés sobre uma montanha.[carece de fontes?]
O deus-sol é mencionado modestamente na mitologia suméria, com a notável exceção do Épico de Gilgamés. No mito, Gilgamés busca estabelecer seu nome com a ajuda de Utu, devido a sua conexão com a Montanha de Cedros. Gilgamés e seu pai, Lugalbanda eram reis da primeira dinastia de Uruque, uma linhagem que Jeffrey H. Tigay sugere poder ser traçada ao próprio Utu. Adicionalmente, ele sugere que na versão babilônica do épico, a associação de Lugalbanda com o deus-sol é fortalecida.
Julga-se que ele seria uma divindade anterior à chegada dos próprios sumérios e grande senhor dos seuses. Seu culto era temido e venerado até na Grécia. Na Acádia, foi venerado sob o nome semita de Samas.
Além disso, Utu é deus da magia do Universo e senhor dos astros, também conhecido como Bel.[carece de fontes?]